# Groot-Syrië

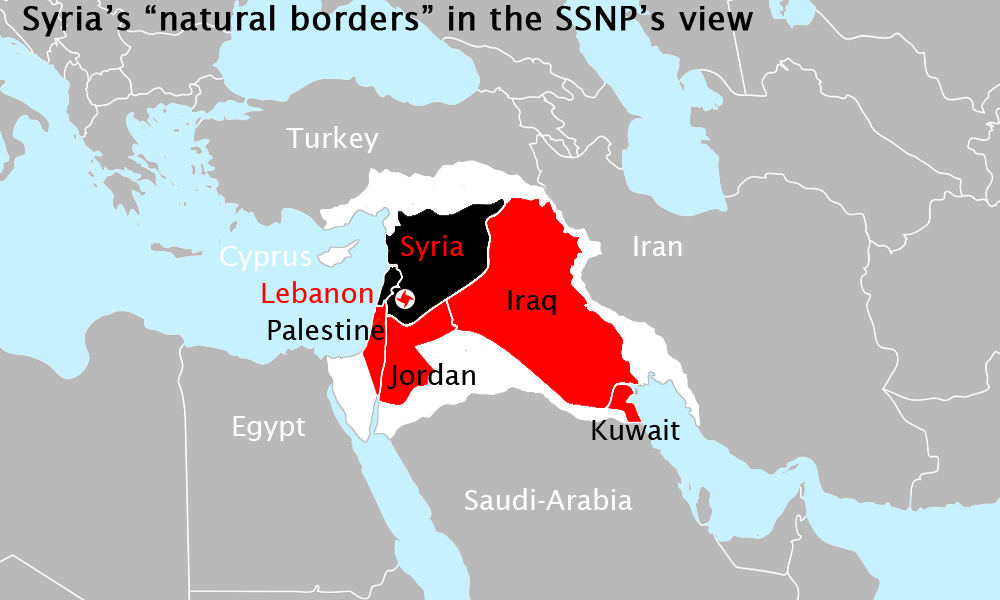
Groot-Syrië (zwart)

Groot-Syrië (Arabisch: سوريّة الكبرى) was gedurende de middeleeuwen een provincie van het Arabische rijk. De provincie besloeg op het hoogtepunt van de Arabische beschaving de oostelijke Middellandse Zee-kust, en het westen van Mesopotamië. De naam wordt tegenwoordig gebruikt als geografische definitie door onder andere Arabische Syriërs en binnen het Panarabisme, als onderdeel van een plan de provincie nieuw leven in te blazen. 

## Geschiedenis
Het pre-islamitische gebied Syrië werd door de Ottomanen omgevormd tot een provincie, wat het bleef tot de instorting van het Ottomaanse Rijk in 1918. De erop volgende golf van Arabisch nationalisme leidde tot de creatie van een nieuw Groot-Syrië, wat onder andere een door Frankrijk bezet gebied besloeg. Dit leidde tot de Frans-Syrische Oorlog (juli 1920), waarin de Fransen het nieuwe Arabische Koninkrijk Syrië versloegen. Het gebied bleef nadien onder controle van verscheidene Franse en Britse mandaten, tot een kerngebied in 1946 werd vrijgegeven als de republiek Syrië.
Het moderne Groot-Syrië bestaat uit het huidige Syrië, de bezette Golanhoogvlakte, Libanon en de Turkse provincie Hatay.
Groot-Syrië
| Vlag | Naam    | Hoofdstad | Oppervlakte | Huidige land  |
| ---- | ------- | --------- | ----------- | ------------- |
|      | Syrië   | Damascus  | 185.180 km² | Onafhankelijk |
|      | Libanon | Beiroet   | 10.452 km²  | Onafhankelijk |
|      | Hatay   | Antiochië | 5545 km²    | Turkije       |